# Le Joueur (film, 1938)
Cet article concerne le film de Louis Daquin et Gerhard Lamprecht. Pour le film de Claude Autant-Lara, voir Le Joueur.
Pour les articles homonymes, voir Le Joueur.
Pour plus de détails, voir Fiche technique et Distribution.
Le Joueur est un film franco-allemand réalisé par Louis Daquin et Gerhard Lamprecht, sorti en 1938. 
Ce premier long métrage réalisé par Daquin est la version française du film de Gerhard Lamprecht, Der Spieler.

## Synopsis
Le film est l'adaptation du roman Le Joueur de Dostoïevski.

## Fiche technique
- Titre : Le Joueur
- Réalisation : Louis Daquin et Gerhard Lamprecht
- Scénario : Peter Hagen, Alois Johannes Lippl
- Dialogues : Bernard Zimmer
- Décors : Robert Herlth
- Musique : Giuseppe Becce
- Photographie : Otto Baecker (ou Karl Hasselmann[1])
- Montage : Jean Feyte
- Production : Georges Lourau, Franz Vogel
- Société de production : Euphono-Film, Films Sonores Tobis
- Pays d'origine : France, Troisième Reich
- Format : Noir et blanc - 1,37:1 - 35 mm
- Genre : Drame
- Durée : 95 minutes
- Date de sortie : 7 septembre 1938

## Distribution
- Pierre Blanchar : Alexeï Nikitine
- Viviane Romance : Blanche du Placet
- Berthe Bovy : Babouchka
- Roger Karl : Le général Kiriloff
- Suzet Maïs : Nina
- Marcel André : Le baron Vincent
- André Burgère : Le docteur Tronka
- Louis Daquin : le directeur des jeux
- Georges Malkine
- Yvonne Yma
- Colette Wilda
- Albert Gercourt
- Hugues Wanner
- Geno Ferny